# 1951년 뉴욕 영화 비평가 협회상
제17회 뉴욕 영화 비평가 협회상은 1951년 영화를 대상으로 하는 시상식이다.

## 수상 및 후보

### 작품상
- 욕망이라는 이름의 전차

### 감독상
- 욕망이라는 이름의 전차 - 엘리아 카잔 수상

### 여우주연상
- 욕망이라는 이름의 전차 - 비비안 리 수상

### 남우주연상
- 빛나는 승리 - 아서 케네디 수상

### 외국영화상
- 밀라노의 기적